# 螢幕判官
《螢幕判官》是一款由出自龍華科大的光穹遊戲團隊製作發行的2D角色扮演動作冒險解謎遊戲，2018年4月4日首先於Steam、App Store、Google Play平台發售，後於同年8月推出任天堂Switch版本。繼《麥克尼西亞》因資源不足停止開發，本作為製作團隊的第二款作品。
故事圍繞在一名凶殺案嫌疑犯的人生，玩家需透過參與嫌犯的成長歷程尋找關於真相的蛛絲馬跡，並從中考究各類現實社會議題，體驗時下社會氛圍對新聞媒體與群眾帶來的影響。
遊戲美術採用臺灣早期課本復古插畫風格，其充滿隱喻的寫實劇情與鮮豔可愛的畫風形成衝擊性對比。處處引人深思的細節掀起廣大討論與好評，發售同年即被改編為同名小說。

## 遊戲玩法
遊戲移動畫面多採俯視角度，遊玩機制隨關卡性質不同分成倉庫番、匿跡、戰鬥、跑酷等模式。
移動時遇到可查看的項目會出現放大鏡圖示，玩家可依循指示查看事件對話或調查物件。所有拾獲物品將被收納至主角隨身攜帶的筆記本內，遊戲過程隨時可查閱收錄於其中的故事彩蛋。

## 劇情概述
背景設定於1960～1980年代網路尚未普及的臺灣，電視新聞播報著一起由王姓兇嫌犯下的弒父血案，隨後以倒敘手法回到主角王裕明的幼稚園、中學、成年時代，體驗家庭生變、校園霸凌、社會輿論等因素如何影響王裕明的一生。
主線劇情中，視角不斷在虛幻與現實之間切換，讓身為第三者的玩家能夠在短時間以不同角度看待事件。支線故事則以該章節代表性物品作為象徵，拾獲後即可串連出完整故事，亦有特殊分歧劇情需於關卡內使用道具觸發。

## 角色
日文語音為任天堂Switch版本限定，由發行商賈船透過甄試選出四名專業聲優擔任實機影像配音。
王裕明
本作主角，天生好奇心旺盛、想像力豐富。
幼稚園章節以王裕明的天馬行空幻想為主要視角。中學章節為維護校內學權憤而挺身與霸權對抗，可得知其正義感十足。於成年後犯下兇殺案。
阿強
與裕明是幼稚園時代結識的摯友，個性耿直卻膽小怕事。雖然對王裕明各種古靈精怪的點子難以理解，仍會從旁提供協助和建議。
裕明父親
因身為家中主要經濟來源，平時會將王裕明送往私立幼稚園托育，卻與王裕明的班導師發展出婚外情。
高雲生（日語配音：大久保宇将）
身世顯赫、相貌英挺且才智雙全的公子哥。
家業影響力之大甚至讓高雲生在就學期間多次以「特殊貢獻」名義被表揚，中學章節中的敵人也都是受其收買。將共同競選學聯會會長的王裕明視為眼中釘。
幼稚園老師（日語配音：宮咲あかり）
王裕明幼稚園時代的班導師，也是裕明父親的外遇對象。在幼年王裕明的幻想中為蜘蛛姬形態。
新聞主播（日語配音：森田則昭）
街坊鄰居（日語配音：友野惠）

## 開發
《螢幕判官》於2017台北國際電玩展首次公開亮相，後於隔年再次參展時將最新製作章節與宣傳影片同時曝光。
製作人陳任軒表示，過去電視新聞、報章雜誌等媒體力量獨大，又因不便查證導致公信力自然不易被質疑，才促成了選擇70～80年代的臺灣作為藍本的契機。

###### 音樂
遊戲音樂音效皆由音樂工作室TURNSOUND製作，並由作曲家蘇裕博與陳柏劭進行編曲。數位原聲帶於2018年4月27日上架Steam商店。
| 曲序 | 曲目              |
| ---- | ----------------- |
| 1    | Behind The Screen |
| 2    | Great Oak Trees   |
| 3    | Rainbow Ponies    |
| 4    | Woodpecker        |
| 5    | Teacher's Doubts  |
| 6    | Escape            |
| 7    | Harmony？         |
| 8    | Adjudgement       |
| 9    | Baaattle          |
| 10   | Final Round       |
| 11   | Confused          |
| 12   | Credit            |

## 迴響
《螢幕判官》在開發初期因獨特的美術風格備受關注，發售同年在第三屆東南亞國際行動遊戲大獎（IMGA）獲得「最佳視覺美術與設計獎」，以及巴哈姆特ACG創作大賽的APP遊戲組中獲得「金賞」與「最佳美術獎」。遊戲的多樣性玩法移植到手機平台後亦獲得許多手遊玩家正面評價，於2019台北國際電玩展所舉辦的Indie Game Award獲頒「最佳手機遊戲」獎項。
TURNSOUND音樂工作室為《螢幕判官》量身打造的配樂渲染出角色最深層的情感，日本遊戲媒體電擊Online於評論專欄「おすすめDL」中對此說道：「用聲音展現主角在文字與圖片中道不盡的苦惱與糾葛，可說是故事中不可或缺的元素之一」。
| 年份 | 競賽                          | 獎項                   |
| ---- | ----------------------------- | ---------------------- |
| 2017 | 高雄遊戲週                    | 年度菁英最佳遊戲設計獎 |
| 2018 | 台灣原創遊戲大賞              | 優勝                   |
| 2018 | 巴哈姆特ACG創意大賽 APP遊戲組 | 金賞                   |
| 2018 | 巴哈姆特ACG創意大賽 APP遊戲組 | 最佳美術賞             |
| 2018 | 巴哈姆特ACG創意大賽 APP遊戲組 | 人氣賞                 |
| 2018 | 巴哈姆特遊戲動漫大賞 遊戲類   | PC遊戲銅賞             |
| 2018 | 騰訊遊戲創意大賽              | 銀獎                   |
| 2018 | 東南亞國際行動遊戲大賞        | 最佳視覺美術及設計獎   |
| 2019 | 遊戲之星選拔賽                | 銀獎                   |
| 2019 | 數位內容產品獎                | 最佳創新獎             |
| 2019 | Indie Game Award              | 最佳手機遊戲           |

## 書籍
小說
《螢幕判官》的開放式結局與角色構成引起玩家熱烈討論，鏡文學便與開發團隊合作推出由作家崑崙執筆的同名小說，主要敘述遊戲主線外發生的人物故事。小說於遊戲上架後的同年10月5日發售。
| 書名         | 出版社 | 出版日期      | ISBN          | 來源   |
| ------------ | ------ | ------------- | ------------- | ------ |
| 《螢幕判官》 | 鏡文學 | 2018年10月5日 | 9789869545686 | [ 23 ] |

美術設定集
| 書名                    | 出版社 | 出版日期      | ISBN          | 來源   |
| ----------------------- | ------ | ------------- | ------------- | ------ |
| 《螢幕判官‧美術設定集》 | 鏡文學 | 2018年10月5日 | 9789869545693 | [ 24 ] |

## 外部連結
- 官方網站 （页面存档备份，存于）
- 螢幕判官Steam頁面 （页面存档备份，存于）
- 螢幕判官App Store頁面
- 螢幕判官Google Play頁面 （页面存档备份，存于）
- 螢幕判官Nintendo Store頁面 （页面存档备份，存于）
- 光穹遊戲Facebook專頁 （页面存档备份，存于）